# 랜던 도너번
랜던 티머시 도너번(영어: Landon Timothy Donovan, 1982년 3월 4일, 미국 캘리포니아주 온타리오 ~ )는 미국의 전 축구 선수로, 그는 미국 축구 국가대표팀 역사상 개인 통산 최다 득점을 기록 중인 선수로, 혼다 올해의 선수상을 7번 수상한 선수이다.

## 클럽 경력
도너번은 청소년 대표 시절, 1999년 FIFA U-17 월드컵에서 최우수 선수로 선정되어 각광을 받았다. 이러한 활약을 바탕으로 2000년에는 독일의 레버쿠젠으로 이적하였다.
그러나, 레버쿠젠에서 뛰는 동안 분데스리가 무대에 적응하는 데 실패해 주전 자리에서 밀리고 말았다. 결국 도너번은 향수병을 이유로 귀국해, 메이저 리그 사커로 복귀하였다. 메이저 리그 사커로 복귀한 후에는 본래의 특색을 살려 2001년, 팀의 메이저 리그 사커 우승에 공헌하였다. 덧붙여, 그 시즌의 올스타 게임에선 불과 18분만에 해트트릭을 달성해 인상적인 활약을 보여주었다. 도너번은 그 후 몇 년간 메이저 리그 사커에서 뛰었고 2005년 1월에 다시 독일행을 선택했지만, 또 다시 주전 확보에 실패해 메이저 리그 사커로 돌아오게 되었다.
2014년 8월 7일, 2014-15 시즌을 끝으로 현역에서 은퇴한다고 밝혔다.
그러나 2016년 9월 8일 은퇴를 번복하고 현역으로 복귀했다.
2016년 12월 6일 재은퇴 선언을 했다.
그러나 2018년 1월 12일 은퇴를 번복하고 멕시코 클럽 클루브 레온에 입단하며 복귀했다.

## 국가대표팀 경력
랜던 도너번은 2002년 FIFA 월드컵 당시, 미국 대표로 다섯 경기에 출전, 2골을 득점하며 미국 대표팀의 8강진출에 기여하였다.

## 수상 내역
미국
- CONCACAF 골드컵 : 우승 (2013)
- FIFA 컨페더레이션스컵 : 준우승 (2009)

개인
- FIFA 월드컵 신인상 : 2002
- 2002년 FIFA 월드컵 맨 오브 더 매치 : vs. 멕시코 (16강전)
- 2010년 FIFA 월드컵 맨 오브 더 매치 : vs. 슬로베니아, vs. 알제리 (이상 조별리그)

## 같이 보기
- A매치 100경기 이상 출전한 축구 선수 명단
- 랜던 도너번 MVP상